# Elaphropus ferrugineus
Elaphropus ferrugineus är en skalbaggsart som beskrevs av Pierre François Marie Auguste Dejean. Elaphropus ferrugineus ingår i släktet Elaphropus och familjen jordlöpare. Inga underarter finns listade i Catalogue of Life.